# Aia
Aia – gmina w Hiszpanii, w prowincji Guipúzcoa, w Kraju Basków, o powierzchni 55,27 km². W 2011 roku gmina liczyła 2026 mieszkańców.